# Scarites buparius
Scarites buparius es una especie de escarabajo de la familia Carabidae.
S. buparius generalmente alcanza una longitud de 35 a 40 milímetros (1.4-1.6 pulgadas), con un máximo de 60 milímetros (2,4 pulgadas). El color negro básico de este escarabajo brillante se da mediante el fenómeno de aposematismo, destacando claramente el cuerpo sobre el sustrato arenoso. En los élitros se pueden apreciar estrías finas y poco profundas.
El dimorfismo sexual no es muy visible, pero las hembras son generalmente un poco más pequeñas que los machos. Las mandíbulas de los machos son más largas, ya que las utilizan para luchar con otros machos y en defensa personal.

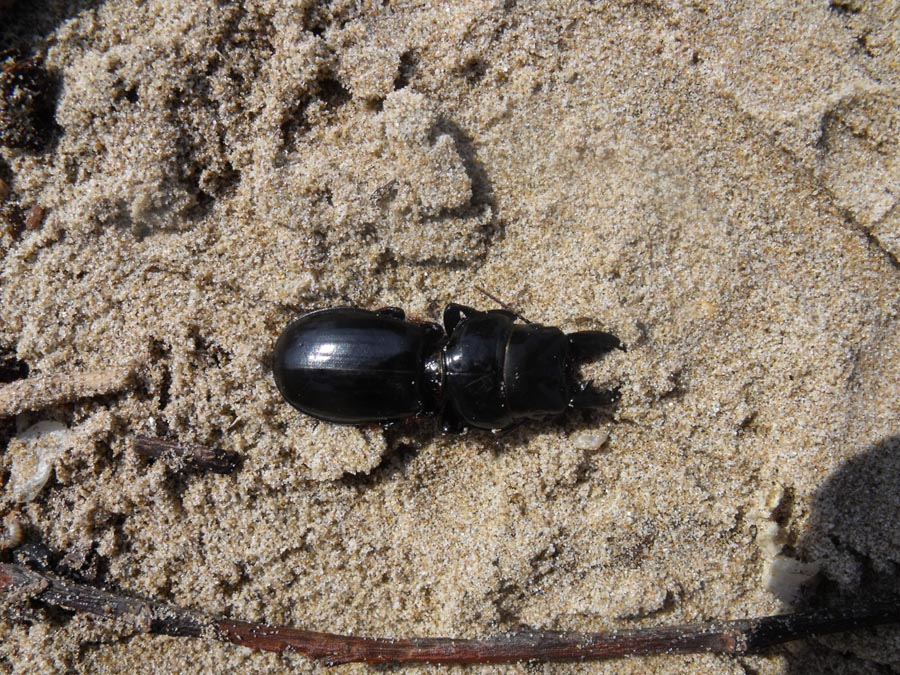

## Distribución
Se encuentran distribuidos en casi toda la Europa mediterránea (Francia, Grecia, Italia, España, entre otros países) y el norte de África.

## Hábitat
S. buparius habita en dunas costeras, playas de arena y cualquier entorno cálido y arenoso dentro de su zona.